# Årets kvinna (Finland)
Årets kvinna är en titel som sedan 1955 utdelas årligen som en hedersbevisning av Finlands yrkeskvinnors förbund. Utnämningen alternerar mellan kvinnor som gjort sig förtjänta av utmärkelsen genom verksamhet inom vetenskap, genom sin tjänsteutövning, verksamhet inom näringslivet eller genom samhällelig verksamhet.

## Mottagare
- 1955 – Inkeri Harmaja, hovrättsråd
- 1956 – Liisi Oterma, filosofie doktor
- 1957 – Augusta Ohlsson, kommerseråd
- 1958 – Eeva Jalavisto, professor
- 1959 – Aili Nurminen, filosofie doktor
- 1960 – Maja Genetz, kommerseråd
- 1961 – Aune Lindström, professor
- 1962 – Inkeri Anttila, professor
- 1963 – Helle Kannila, biblioteksråd
- 1964 – Aino Stolt-Järvinen, kommerseråd
- 1965 – Helvi Sipilä, vicehäradshövding
- 1966 – Elna Nieminen, farmacie doktor
- 1967 – Rakel Wihuri, kommerseråd
- 1968 – Paula Kaiser, teologie kandidat
- 1969 – Elina Haavio-Mannila, docent
- 1970 – Vivan Juthas, filosofie magister
- 1971 – Pirkko Arola, kommerseråd
- 1972 – Sylvi Siltanen, landshövding
- 1973 – Irja Ketonen, verkställande direktör
- 1974 – Annikki Saarela, juris kandidat
- 1975 – Marjatta Väänänen, filosofie magister, minister
- 1976 – Anna-Liisa Linkola, diplomingenjör, riksdagsledamot
- 1977 – Marjatta Metsovaara-van Havere, textilkonstnär
- 1978 – Riitta Auvinen, biträdande professor
- 1979 – Terttu Arajärvi, professor, barnpsykiater
- 1980 – Saimi Westerlund, verkställande direktör
- 1981 – Maija Könkkölä, arkitekt
- 1982 – Marja-Liisa Swantz, docent
- 1983 – Lea Pulkkinen, biträdande professor
- 1984 – Lenita Airisto, diplomekonom
- 1985 – Kaari Utrio, författare
- 1986 – Satu Huttunen, docent
- 1987 – Sirkka Hämäläinen, direktör
- 1988 – Irja Lindqvist-Vaenerberg, verkställande direktör
- 1989 – Pirkko Työläjärvi, landshövding
- 1990 – Kirsti Rissanen, professor
- 1991 – Johanna Suurpää, juris kandidat
- 1992 – Kirsti Paakkanen, verkställande direktör
- 1993 – Raija Sollamo, biträdande professor
- 1994 – Leena Peltonen-Palotie, professor
- 1995 – Kaarin Taipale, arkitekt
- 1996 – Marja Usvasalo, verkställande direktör
- 1997 – Mirja Pyykkö, redaktör
- 1998 – Ullamaija Kivikuru, professor
- 1999 – Elina Lehto, direktör
- 2000 – Virpi Raipala-Cormier, verkställande direktör
- 2001 – Eppie Eloranta, direktör
- 2002 – Harriet Finne-Soveri, medicine licentiat, specialistläkare
- 2003 – Elisabeth Rehn, diplomekonom
- 2004 – Tarja Cronberg, teknologie doktor, ekonomie doktor
- 2005 – Helena Ranta, odontologie doktor, rättsodontolog
- 2006 – Anne Linnonmaa, designer, verkställande direktör
- 2007 – Pauliine Koskelo, president för högsta domstolen
- 2008 – Sirkka-Liisa Kivelä, överläkare, professor
- 2009 – Eva Biaudet, minoritetsombudsman
- 2010 – Seija Lukkala, företagare
- 2011 – Irja Askola, biskop i Helsingfors stift
- 2012 – Liisa Keltikangas-Järvinen, professor
- 2013 – Kaija Saariaho, kompositör
- 2014 – Leena Ukkonen, professor
- 2015 – Ritva-Liisa Pohjalainen, designer, konstnär
- 2016 – Nina Pelkonen, överkonstapel
- 2017 – Katriina Honkanen, teaterledare[1]
- 2018 – Johanna Niemi, professor i processrätt[2]